# Los hermanos Aicardi
Los hermanos Aicardi, es una agrupación colombiana creada por Rodolfo padre, para sus hijos Gianni, Marco y Rodolfo.
Sus hijos se encargan de que el legado cultural que los hace colombianos sea una historia imparable.

## Historia
Marco, Rodolfo y Gianni, hijos de  Rodolfo, en 2002 son integrados por su padre a La Típica RA7/Concierto Hispano, para ser coristas del grupo.
Sus tres hijos son radicados en Medellín. 

### Tiempo inactivo
Los chicos dijeron que iban a esperar diez años tras la muerte de su padre, cosa que sucedió, ya que en 2017, ellos regresaron con un tema compuesto por su padre en el año de 1972, de sus temas poco conocidos
“A mi papá siempre le gustó la Bolivariana, no estudió aquí, pero se sentía más bolivariano que cualquiera”, asegura Rodolfo Aicardi Montoya.

### Regreso a los escenarios
En 2017 se estrenó el tema "Que rica está la cumbia", por medio de YouTube, en su canal oficial. El tema compuesto en 1972, es una mezcla de sonidos nuevos y ritmos modernos.
"Queremos hacerlo bien y hacerlo a nuestra manera, no es bueno repetir algo que mi papá hizo y que ya hizo grande" Gianni Aicardi
En 2022, estrenan su canal oficial en YouTube con su tema de composición propia llamado El Final.
Dos años después lanzaron Primero Yo, un bolero que cantó su padre Rodolfo Aicardi en 1969, posteriormente lanzaron El Acongojao un tema de cumbia.

#### Discografía
- 2017: Que Rica Está la Cumbia
- 2018: La Conocí un Domingo
- 2018: Sí Sí Sí
- 2019: Songo Sorongo
- 2019: Cumbia de Diciembre
- 2020: Dime Que Sí
- 2020: Olvidemos el Pasado
- 2020: Nena
- 2020: Penas Por un Amor
- 2022: El Final [4]
- 2024: Primero Yo (bolero) [5]
- 2024: El Acongojao[6]